# Conocybe filaris
Conocybe filaris és una espècie bolet agarical de la família de les bolbitàcies (Bolbitaceae). És un bolet verinós que viu en els prats i que està àmpliament distribuït a la zona del Nord-oest del Pacífic d'Amèrica del Nord.

## Toxicitat
Conté amatoxina, la qual és molt tòxica pel fetge i és la responsable de moltes morts en alguns bolets del gènere Amanita i Lepiota. De vegades es confon amb les espècies del gènere Psilocybe, especialment Psilocybe cyanescens i Psilocybe subaeruginosa pel fet de tenir el capell similar.